# Dylanovky
Dylanovky (2007) jsou devátým albem Roberta Křesťana a Druhé trávy. Obsahuje 10 písniček Boba Dylana přeložených do češtiny a Dylanovu instrumentální skladbu Nashville Skyline Rag. Dylanovy texty přeložil z největší části Robert Křesťan, po jednom překladu na albu mají také Jan Vyčítal (Lily, Rosemary a Srdcovej kluk) a Wabi Daněk (Jak mlýn se točí svět), kteří si své písně také nazpívali. Píseň Lily, Rosemary a Srdcovej kluk již však byla nahrána na Vyčítalovo album Zvířecí farma z roku 1997. Velký prostor na albu má také zpěvačka Kateřina García, která s Křesťanem zpívá píseň Sbohem, Angelino. Úvodní Ještě není tma s Křesťanem zpívá Pavel Bobek.
Píseň Čím dál tíž se dejchá (A Hard Rain’s A-Gonna Fall) přetextoval Křesťan už pro skupinu Trapeři v 70. letech, překlad pro album Dylanovky je však zcela jiný. Píseň Zvoní zvony (Ring Them Bells) nahrál Robert Křesťan s Druhou trávou již na svém předchozím studiovém albu Good Morning, Friend (2004), ovšem s originálním textem v angličtině. Píseň Ještě není tma vyšla i na albu Pavla Bobka Antologie (2007).
Zajímavostí alba je, že v instrumentální skladbě Nashville Skyline Rag na foukací harmoniku hraje Charlie McCoy, který na originální Dylanově nahrávce této skladby hraje na baskytaru.
Obal alba vytvořil Martin Dušek s použitím fotek Jiřího Turka. Je inspirovaný obalem Dylanovy desky The Times They Are a-Changin'.
Album bylo nominováno na žánrovou cenu Anděl 2007 v kategorii "folk a country".

## Písně
1. Ještě není tma (Not Dark Yet)
2. Čím dál tíž se dejchá (A Hard Rain’s A-Gonna Fall)
3. Sbohem, Angelino (Farewell Angelina)
4. Seňore (Señor – Tales of Yankee Power)
5. Jak mlýn se točí svět (Simple Twist of Fate)
6. U Majdy na statku (Maggie’s Farm)
7. Čeká nás poslední ráno (One Too Many Mornings)
8. Lily, Rosemary a Srdcovej kluk (Lily, Rosemary and the Jack of Hearts)
9. Zvoní zvony (Ring Them Bells)
10. Nashville Skyline Rag
11. Dívka ze severu (Girl of the North Country)

## Hosté
- Pavel Bobek – zpěv
- Jan Vyčítal – zpěv
- Wabi Daněk – zpěv
- Kateřina García – zpěv
- Pavlína Jíšová – zpěv
- Charlie McCoy – foukací harmonika
- Silvia Josifoska – vokál
- Ondřej Konrád – foukací harmonika
- Miroslav Hloucal – trubka
- Ivo Viktorin – klávesy, piano
- Jiří K. Stivín – bicí